# Douglas Haig (ator)
Douglas Patrick Haig (Nova Orleães, 9 de março de 1920 - West Hills, 1 de fevereiro de 2011) foi um ator norte-americano.
Fez sucesso na infância, quando apareceu em filmes nos anos 1920 e 1930, ao iniciar sua carreira aos dois anos de idade, nos filmes mudos e continuou em filmes sonoros.